# José Nasazzi
Vous lisez un « bon article » labellisé en 2022.
José Nasazzi, né le 24 mars 1901 et mort le 17 juin 1968 à Montevideo en Uruguay, est un footballeur international uruguayen évoluant au poste de défenseur de la fin des années 1910 à la fin des années 1930.
Emblématique capitaine de l'équipe nationale uruguayenne, Nasazzi mène sa sélection à deux médailles d'or aux Jeux olympiques de 1924 et 1928 avant de remporter la première Coupe du monde de football en 1930. Il est considéré comme l'un des meilleurs défenseurs sud-américains toutes périodes confondues. Fort, rapide, très bon joueur de tête, il se distingue aussi par une excellente vision et compréhension du jeu, une forte personnalité et un rare talent de meneur d'hommes.
Son club de cœur, pour lequel il joue le plus longtemps, est le Club Atlético Bella Vista, dont le stade à Montevideo porte son nom depuis les années 1930. Après l'avènement du professionnalisme en Uruguay, il signe au Club Nacional de Football, l'un des deux grands clubs d'Uruguay, où il remporte ses premiers titres nationaux et termine sa carrière de joueur en 1937. 
Il est ensuite brièvement entraîneur et sélectionneur de l'Uruguay, avant de réaliser une carrière professionnelle hors du football. 

## Biographie

### Jeunesse
José Nasazzi est le fils de Jacinta Yarza, Uruguayenne d'origine basque espagnole, et de Giuseppe Nasazzi, émigré italien originaire de Lombardie. Il naît le 24 mars 1901 dans le quartier Peñarol de Montevideo. Après la mort prématurée de son père, alors qu'il n'a que 7 ans, la famille déménage dans le quartier Bella Vista, en plein développement près du port de la ville. Il y étudie à l'école salésienne Domingo Savio, où il développe ses talents de footballeur sous la tutelle du père Guerra. 
Après avoir quitté l’école, il trouve un emploi à la Compañía de Materiales de Construcción, où l'on travaille le marbre. Il continue à pratiquer le football en rejoignant le Centro Atlético Lito en 1918, peu après la création du club,,. Le Lito remporte le championnat de troisième division (Divisional Extra) en 1919 puis de deuxième division (Divisional Intermedia) en 1920.
En octobre 1920, le Club Atlético Bella Vista est créé dans le quartier d'enfance de José Nasazzi, et ce dernier veut le rejoindre. Devant le refus des dirigeants du CA Lito de le laisser partir, il doit jouer une année dans un club d'une ligue mineure, le CA Rolando Moor en Liga Nacional, afin d’être libéré de ses obligations et pouvoir arriver à ses fins,.

### Fidélité au CA Bella Vista
Comme le CA Lito deux ans plus tôt, le CA Bella Vista remporte la Divisional Extra en 1921. Nasazzi rejoint donc le club au moment de sa promotion en Divisional Intermedia. Il joue alors régulièrement comme avant centre ou comme demi centre,. Les Papales, comme on surnomme les joueurs du club pour leurs couleurs blanche et jaune rappelant celles du Vatican, remportent le championnat et sont promus en Primera División, l'élite du football uruguayen, dont le CA Peñarol, champion en 1921, et Central Español, ont été exclus par la fédération,. 
Début 1923, Nasazzi inscrit le premier but du CA Bella Vista en première division. Au mois de mai, après la blessure d'un coéquipier, il se convertit définitivement au poste d’arrière, côté droit,. Bella Vista finit 3e du championnat en 1923 et 2e en 1924. Cette deuxième saison, Bella Vista remporte 16 matchs sur 22, ne s'incline qu'une seule fois, terminant malgré tout à deux points du Club Nacional de Football.  
Le gouvernement uruguayen suspend en 1925 les compétitions domestiques, afin de forcer la résolution du conflit qui déchire le football uruguayen depuis l’exclusion du CA Peñarol, qui a mis sur pied une fédération et un championnat concurrent. Le Club Nacional de Football, triple champion d'Uruguay en titre, en profite pour répondre aux sollicitations consécutives au triomphe olympique de la sélection nationale à Paris en 1924, organisant sa propre tournée en Europe. Elle va durer cinq mois. José Andrade, joueur majeur de la sélection et de Bella Vista, est transféré à cette occasion au Nacional. Confronté à la blessure sérieuse de Pedro Petrone et à l'indisponibilité d'Andrade après deux mois de tournée, le Nacional obtient de Bella Vista le prêt de Nasazzi, qui a quitté l'année précédente son emploi à la marbrerie. Il rejoint le groupe en Europe, joue d'abord défenseur puis dépanne à des positions plus offensives,,. Il dispute finalement 17 rencontres et inscrit 9 buts.
À son retour il retrouve son club de Bella Vista. Les dirigeants du football uruguayen ont trouvé un terrain d'accord et organisent en 1926 le Torneo del Consejo Provisorio (en français : « Le tournoi du conseil provisoire. »), une compétition transitoire avant le retour à une première division unique,. Bella Vista en remporte la Série B, composée de 16 clubs mais sans les têtes d'affiche.  
Les compétitions nationales officielles reprennent l'année suivante. Fidèle à son club, malgré ses moyens modestes par rapport à ses concurrents, Nasazzi ne parvient à mener son équipe qu'en milieu de tableau les saisons suivantes : elle termine 10e sur 20 en 1927, puis 9e sur 16 et 9e sur 14 les deux éditions suivantes. Comme souvent, le championnat est alors dominé par les deux grands clubs uruguayens, le Nacional et le Peñarol, seulement concurrencés à cette époque par Rampla Juniors, dont l'emblématique capitaine est l'associé de Nasazzi en équipe nationale, Pedro Arispe.
L'année 1930 est dominée par l'organisation de la Coupe du monde à Montevideo. Comme espéré par tous les amateurs de football du pays, la sélection uruguayenne remporte le titre mondial à domicile. Le championnat 1929, commencé tard en 1929 et interrompu par la competition, s'étire jusqu'à la seconde moitié de l'année 1930, de sorte qu'il n'y a pas de championnat d'Uruguay « 1930 ».
Voulant profiter de l'aura de la sélection, Bella Vista organise à son tour une tournée internationale, de décembre 1930 à avril 1931, à travers le continent américain. Elle obtient pour l'occasion le prêt de plusieurs joueurs de la sélection, qui accompagne Nasazzi et les siens. L'equipe joue ainsi successivement au Chili, au Pérou, à Cuba, au Mexique, aux États-Unis et au Brésil sur le chemin du retour.

### Consécration internationale avec la sélection

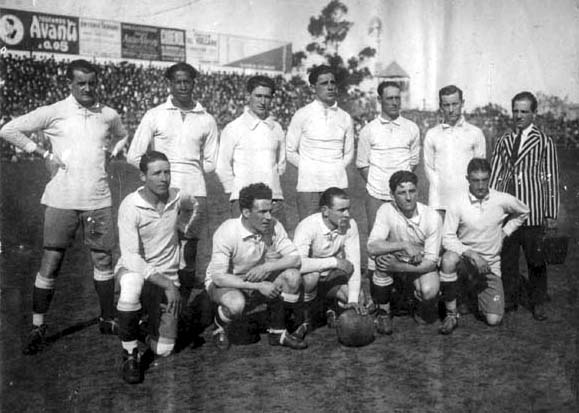
Équipe d'Uruguay en 1923. Nasazzi est debout, le premier en partant de la gauche.

Les qualités exprimées par Nasazzi avec Bella Vista ne passent pas inaperçues et lui valent d'être convoqué en équipe nationale par Leonardo De Lucca dès le mois d'octobre 1923, à l'occasion du Championnat sud-américain organisé par l'Uruguay à Montevideo. Il retrouve en sélection son coéquipier en club José Andrade, un manieur de ballon exceptionnel, probablement sans égal dans le monde à l'époque,. Titulaire en défense aux côtés de Fermín Uriarte, joueur du CA Lito, Nasazzi dispute les trois matchs de l'Uruguay, tous remportés, et gagne ainsi son premier titre international,. Il est nommé meilleur joueur de la compétition.
Le titre vaut à l'Uruguay d'être invitée à représenter l’Amérique du Sud aux Jeux olympiques d'été de 1924 à Paris, la première compétition officielle mettant aux prises des sélections nationales européennes et américaines. Pour pouvoir participer à la compétition, Nasazzi quitte son emploi à la marbrerie. Le président de la fédération Atilio Narancio (es) hypothèque une résidence pour avancer les frais de l'expédition. Les Uruguayens embarquent le 16 mars 1924 de Montevideo pour trois semaines de bateau. À leur arrivée, ils jouent neuf matchs — pour autant de victoires — à travers l'Espagne afin de récolter des fonds,. Ces matchs permettent de plus à la sélection uruguayenne de se régler tactiquement en se frottant à de premières équipes européennes. Arrivée finalement fin mai à Paris, la Celeste survole le tournoi olympique, inscrivant 20 buts et n'en encaissant que deux, impressionnant grandement les observateurs,,. Nasazzi dispute les cinq matchs comme capitaine, Pedro Arispe remplaçant Uriarte à ses côtés. Décisif en quart de finale, le capitaine uruguayen dégage une frappe de l'avant-centre français Paul Nicolas vers ses avants qui marquent le troisième but dans une victoire 5 buts à 1. La demi-finale face aux Pays-Bas est la seule rencontre où les Uruguayens sont réellement mis en difficulté. Après avoir concédé le premier but, ils égalisent sur un but que leurs adversaires considèrent hors-jeu, et prennent finalement l'avantage en fin de rencontre grâce à un penalty qui suscite la polémique,. La finale face à la Suisse, plus disputée que ne le laisse penser le score final (3-0) et au cours de laquelle Nasazzi multiplie les interventions, attire plus de 40 000 spectateurs, sans compter les milliers de malheureux n'ayant pas pu entrer au stade, illustration du succès populaire rencontré par le tournoi.
Peu après leur retour, en octobre 1924, l'Uruguay accueille une nouvelle édition du Championnat sud-américain. Nasazzi dispute les trois matchs et connaît lors de sa 11e sélection officielle son premier insuccès avec un match nul et vierge face à l'Argentine ; ce qui n'empêche pas l'Uruguay de remporter un nouveau titre continental.
La sélection uruguayenne, dont les activités ont été suspendues en même temps que le championnat en 1925, participe au Championnat sud-américain de 1926 au Chili. Nasazzi, toujours titulaire et capitaine, dispute les quatre matchs de la Celeste, pour autant de victoires, et remporte un 3e titre continental,. Nasazzi n'est par contre pas du voyage au Pérou pour le Championnat sud-américain de 1927, où il est remplacé par son coéquipier en club Adhemar Canavesi. L'Uruguay perd son titre continental en s'inclinant lors du match décisif face à l'Argentine, sur un but marqué contre son camp par Canavesi en toute fin de match (3 buts à 2).

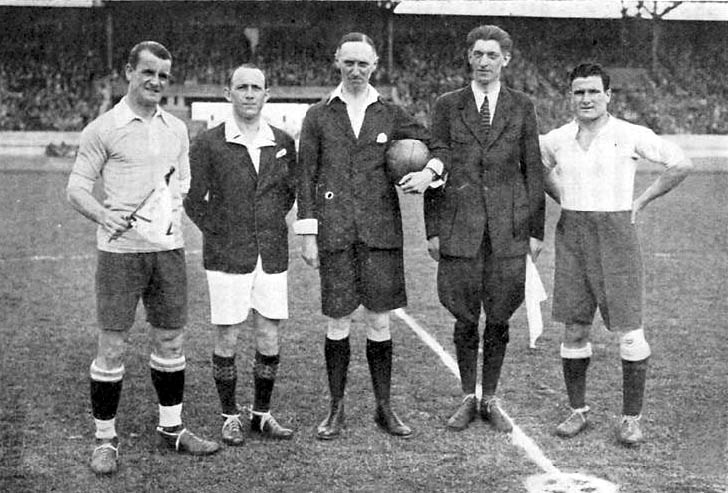
Capitaines et arbitres avant la finale olympique de 1928. Nasazzi est debout à gauche.

Les deux sélections rivales font le voyage l'été suivant aux Pays-Bas pour disputer les Jeux olympiques de 1928, qui capitalisent sur le succès populaire du tournoi de 1924 et engendrent une grande attente médiatique. Les Uruguayens sont cette fois attendus et connaissent plus de résistance : ils dominent facilement le pays organisateur au premier tour, mais doivent affronter l'agressivité peu olympique des Néerlandais. Le second match face à l'Allemagne est similaire, le capitaine allemand étant expulsé peu après l'ouverture du score uruguayenne pour un tacle dangereux. En fin de rencontre, alors que la victoire uruguayenne est acquise, le buteur allemand et Nasazzi se percutent et le ton monte ; l'arbitre expulse les deux joueurs, alors que Nasazzi est évacué du terrain sur une civière,. Bien que le règlement du tournoi ne l'exige pas, la fédération uruguayenne décide de suspendre Nasazzi pour le match suivant. Canavesi prend sa place et Arispe le brassard de capitaine pour la demi-finale contre l'Italie, considérée comme la meilleure sélection européenne en présence,. Le duel est serré mais l'Uruguay l'emporte finalement, avec difficulté (3 buts à 2). Nasazzi est de retour en défense aux côtés d'Arispe pour la finale où l'Uruguay retrouve son grand rival, l'Argentine, qui a connu un tournoi plus serein. La première finale s'achève sur un match nul (1-1) et il faut en organiser une 2e trois jours plus tard. Contrairement à son adversaire, l'Uruguay renouvelle de moitié son équipe. La rencontre est tout aussi disputée, mais les Uruguayens, qui prennent l'avantage sur le plan athlétique, la remportent finalement (2-1),,.
Uruguay et Argentine se retrouvent lors du Championnat sud-américain de 1929, organisé cette fois en Argentine. Privée de Nasazzi pour son premier match, l'Uruguay s'incline face au Paraguay et perd dès lors tout espoir de titre. Malgré le retour de son capitaine, l'Uruguay s'incline encore lors du dernier match face à l'Argentine, qui prend ainsi sa revanche des Jeux olympiques. C'est la première défaite de Nasazzi en tournoi avec la sélection, six ans après ses débuts.

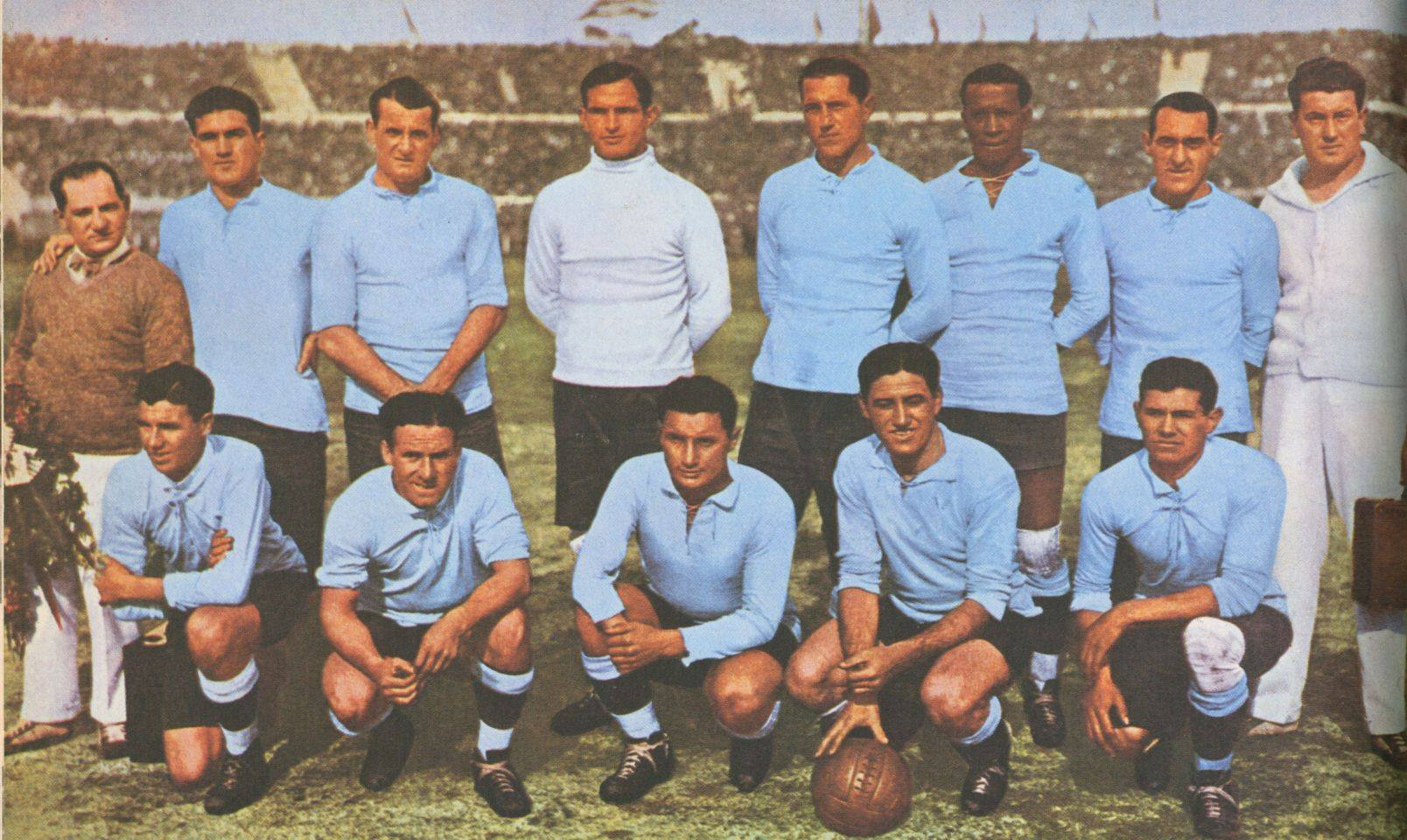
Équipe d'Uruguay à la Coupe du monde 1930. Nasazzi est debout, 2e joueur en partant de la gauche.

L'Uruguay accueille l'été suivant la première édition de la Coupe du monde de football, à l'occasion du centenaire de son indépendance. Inamovible capitaine, Nasazzi est entouré de cinq autres double champions olympiques : José Andrade, Pedro Cea, Pedro Petrone, Héctor Scarone et Santos Urdinarán. Son habituel coéquipier en défense, Arispe, a arrêté sa carrière de joueur et fait partie de l'encadrement de la sélection ; il est remplacé sur le terrain par le jeune Ernesto Mascheroni. En l'absence de plusieurs sélections européennes majeures, les deux grands favoris du tournoi, l'Uruguay et l'Argentine, se qualifient aisément pour la finale qui se tient dans le Stade Centenario, construit pour l'occasion.
La finale revêt d’une importance capitale pour l’Uruguay, José Nasazzi dit à ses coéquipiers avant la rencontre : « Si nous ne gagnons pas aujourd'hui, nous sommes morts ». En première mi-temps, le capitaine fait une erreur sur une longue passe de Luis Monti et permet à Guillermo Stábile d'inscrire son huitième but de la compétition. À la mi-temps, les Argentins mènent par deux buts à un, mais les Uruguayens parviennent à renverser le match en seconde mi-temps et s'imposer par quatre buts à deux devant près de 70 000 spectateurs. Nasazzi, sans être buteur, impressionne particulièrement les observateurs par son influence sur ses coéquipiers et sur le résultat final. Les rues de Montevideo sont envahies par des dizaines de milliers de supporteurs qui célèbrent la victoire de leur pays. Le lendemain, 31 juillet, est déclaré jour férié en Uruguay. Contrairement aux futurs capitaines vainqueurs de la Coupe du monde, il n'a pas la chance de se voir décerner le fameux trophée, le protocole ne le prévoit alors pas encore, et celui-ci est remis au président de la fédération uruguayenne Raúl Jude,.
Après la Coupe du monde de 1930, les Argentins refusent de participer à toute nouvelle compétition officielle avec l'Uruguay, de sorte que les championnats sud-américains sont suspendus. Par ailleurs l'Uruguay refuse de s'inscrire et défendre son titre à la Coupe du monde de 1934 organisée en Italie, officiellement en réponse au faible enthousiasme des Européens quatre ans plus tôt,. Nasazzi dispute finalement un dernier championnat sud-américain en 1935. Mascheroni parti en Italie, il se choisit un nouvel associé en défense en la personne d'Agenor Muñiz. Nasazzi dispute et gagne les trois matchs disputés par l'Uruguay, et par là son 4e titre continental. Après 1923, il est élu meilleur joueur du tournoi pour la 2e fois, à 34 ans. Cette victoire offre à l'Uruguay la qualification pour les Jeux olympiques de 1936, mais la Fédération renonce à y participer pour des raisons économiques. 
Nasazzi joue son 40e et dernier match officiel avec l'Uruguay en septembre 1936 contre l'Argentine, face à qui il aura honoré 18 de ses capes.

### Passage au professionnalisme avec le Club Nacional
En avril 1932, l'Uruguay adopte officiellement le professionnalisme, avec effet immédiat. Dix clubs disputent la première édition de ce nouveau championnat, qui ne prévoit plus de système de relégation. Nasazzi obtient de son club de Bella Vista qu'il puisse en 1933 signer au Club Nacional de Football, alors le club le plus titré du pays.  
Pour sa première saison, en 1933, Nacional et Peñarol terminent premiers ex-aequo après les 27 matchs de la saison régulière. Une finale est organisée en mai 1934. Après 70 minutes, Peñarol ouvre le score en profitant du rebond du ballon sur une valise située à l’extérieur du terrain. Nasazzi s'en plaint si vertement auprès de l'arbitre qu'il est expulsé avec deux coéquipiers et le match interrompu. L’épisode est connu en Uruguay comme « El gol de la valija (es) ».  Nasazzi est suspendu un an par la fédération. Le but est finalement annulé deux mois plus tard par la Fédération et le match achevé le 25 août, sans but, malgré deux prolongations. Il faut deux autres finales d'appui, disputées en septembre puis novembre 1934, pour que le Nacional, sans son capitaine, remporte officiellement le titre de champion de 1933... plusieurs semaines après avoir remporté le titre de champion de 1934. La suspension de Nasazzi est finalement levée en décembre 1934 et ce dernier peut reprendre la compétition. 
En parallèle du championnat, Nasazzi remporte avec son club deux autres compétitions officielles : la première édition du Torneo Competencia en 1934 et le Torneo de Honor en 1935.  
Les deux saisons suivantes en championnat, en 1935 et 1936, le Nacional termine deuxième derrière Peñarol. Pendant ce temps-là, le Bella Vista, orphelin de son capitaine, termine à la dernière place du championnat en 1933, 1934 et 1935.  
Nasazzi joue son dernier match avec le Nacional contre son club de cœur, le CA Bella Vista, le 2 mai 1937 au Stade Centenario, à l'occasion du Torneo de Honor, la seule compétition à laquelle il prend part cette année-là. 

### Après-carrière

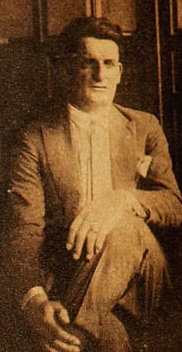
Photo de José Nasazzi publiée en 1942.

Après avoir mis un terme à sa carrière de joueur, Nasazzi occupe le poste d'entraîneur (« Director Técnico ») au CA Bella Vista jusqu'en 1941,. Il en sera par la suite un dirigeant. 
Il est nommé sélectionneur de l’équipe nationale d'Uruguay en décembre 1944, à la suite de son ancien coéquipier Pedro Cea, afin de diriger la sélection au Championnat sud-américain de 1945 au Chili,. Après deux matchs de préparation non officiels contre une sélection de Rosario, sa sélection remporte pendant le tournoi trois matchs et en perd trois autres. Elle termine finalement au 4e rang sur sept équipes. Après la compétition, Pedro Cea reprend brièvement la tête de la sélection. 
Personnalité appréciée hors des terrains, José Nasazzi travaille occasionnellement comme commentateur sportif à la radio et commence une carrière de fonctionnaire à la municipalité de Montevideo, au sein des casinos d’État, dont il gravit progressivement les échelons jusqu'à la direction générale.
Il est un ami fidèle de plusieurs coéquipiers et adversaires rencontrés sur les terrains, et particulièrement de l'Argentin Manuel Ferreira, le capitaine malheureux de la finale de la Coupe du monde de 1930. Ils se visitent régulièrement, notamment à la fin de vie de Nasazzi. Atteint d'un cancer de l’œsophage, José Nasazzi meurt en 1968, à 67 ans. Son décès provoque une grande vague d’émotion à Montevideo.

## Style de jeu
Mesurant 1,82 m, ce qui en fait un grand gabarit pour l'époque, Nasazzi s'affirme à Bella Vista comme un arrière précieux, à la fois fort, puissant et vif, excellent dans le domaine aérien, avec une très bonne lecture du jeu, lui permettant d'anticiper mais aussi de commander le jeu de son équipe depuis sa position reculée,. Il est a posteriori considéré comme le précurseur du poste de libéro, défenseur central positionné en retrait des autres défenseurs,,.
En juin 1924, le journaliste français Gabriel Hanot le décrit dans L'Intransigeant comme « moyen de taille, très athlétique, habile dans l’art de se placer sur le chemin du ballon, doté d'un jeu de tête à la fois sûr et puissant, excellent dans la manière de bloquer les dribblings, dispose par surcroît d'un remarquable dégagement au pied. Il reprend le ballon sans se préoccuper de sa vitesse, de son angle d'arrivée, de son effet ; il le frappe de volée, de demi-volée, au rebond ou roulant sur le sol, et il l’envoie à  ses avants, en une trajectoire très tendue et précise. Un tel mode de dégagement indique un coup d'œil et une maîtrise technique extraordinaires; Le seul défaut de Nasazzi est la nervosité ». 
Particulièrement influent sur ses coéquipiers, on le considère également comme un inspirateur de la Garra Charua,,, la combativité devenue emblématique des équipes uruguayennes. Ses attitudes sur le terrain, sa confiance en soi et son charisme sont considérés comme des traits de sa personnalité qui ont fait sa réussite. Sa défense fonctionne au rythme de ses cris, de ses grognements et de son souffle. Pour son compatriote uruguayen José Andrade, Nasazzi « passait les quatre-vingt-dix minutes à parler. Mais ses mots, ses paroles, faisaient de lui le meilleur coéquipier de tous ».

## Palmarès

### Sélection nationale
Avec l'équipe nationale, pour laquelle Nasazzi joue de 1923 à 1936 et dont il est immédiatement capitaine, il remporte sept titres internationaux majeurs : la première Coupe du monde de football en 1930, les Jeux olympiques de 1924 et de 1928, et la Copa América en 1923, 1924, en 1926 et en 1935.
Palmarès complet
- Champion du monde en 1930 (comme capitaine)
- Champion olympique en 1924 et 1928 (comme capitaine)
- Champion d'Amérique du Sud en 1923, 1924, 1926 et 1935[2]
- Vainqueur de la Copa Lipton (contre l'Argentine) en 1923, 1924, 1927 et 1929
- Vainqueur de la Copa Newton (contre l'Argentine) en 1929 et 1930

### Clubs
- Champion d'Uruguay en 1933 et 1934 (Club Nacional)[12]
- Torneo Competencia 1934 (Club Nacional)[12]
- Torneo de Honor en 1935 (Club Nacional)[12]
- Vainqueur de la Divisional Intermedia en 1922 et de la Serie B du Torneo del Consejo Provisorio en 1926 (CA Bella Vista)

## Statistiques
Il est parfois écrit que José Nasazzi a joué plus de 800 matchs en club. Bien qu'à l’époque les clubs disputaient de nombreux matchs de gala, non officiels et donc souvent non comptabilisés, cela parait incertain. Avec le Club Nacional, le défenseur dispute ainsi 58 matchs de championnat entre 1933 et 1936, 74 matchs officiels toutes compétitions confondues, et un total de 110 matchs répertoriés. Auparavant, avec le CA Bella Vista, il n'a pu disputer qu'un maximum d'environ 220 matchs de championnat de première division en huit saisons. Une source uruguayenne indique un total de 90 matchs avec le Club Nacional et 250 matchs avec Bella Vista.
Il honore 40 sélections officielles avec l'équipe nationale de 1923 à 1936,. Il dispute également 22 matchs non officiels avec la sélection, organisés généralement contre des clubs. Nasazzi dispute par exemple les neuf matchs de la tournée en Espagne organisés en avril et mai 1924 afin de financer le coûteux voyage pour les Jeux olympiques de 1924.
| Saison | Club                        | Championnat        | Championnat        | Championnat        | Championnat        | Autres | Autres | Sélection | Sélection        | Sélection | Sélection            | Sélection |
| Saison | Club                        | Comp.              | Class.             | Matchs             | Buts               | Matchs | Buts   | Comp.     | Matchs officiels | Buts      | Matchs non officiels | Buts      |
| ------ | --------------------------- | ------------------ | ------------------ | ------------------ | ------------------ | ------ | ------ | --------- | ---------------- | --------- | -------------------- | --------- |
| 1918   | Centro Atlético Lito        | DE (D3)            | ?                  |                    |                    |        |        |           |                  |           |                      |           |
| 1919   | Centro Atlético Lito        | DE (D3)            | 1er                |                    |                    |        |        |           |                  |           |                      |           |
| 1920   | Centro Atlético Lito        | DI (D2)            | 1er                |                    |                    |        |        |           |                  |           |                      |           |
| 1921   | CA Rolando Moor             | LN                 |                    |                    |                    |        |        |           |                  |           |                      |           |
| 1922   | Club Atlético Bella Vista   | DI (D2)            | 1er                |                    |                    |        |        |           |                  |           |                      |           |
| 1923   | Club Atlético Bella Vista   | PD (D1)            | 3e                 | (22)               | 1+                 |        |        | CS        | 3                | 0         |                      |           |
| 1924   | Club Atlético Bella Vista   | PD (D1)            | 2e                 | (22)               |                    |        |        | JO et CS  | 10               | 0         | 9                    | 0         |
| 1925   | → Club Nacional de Football | Pas de championnat | Pas de championnat | Pas de championnat | Pas de championnat | 16     | 10     |           | -                | -         | 2                    | 0         |
| 1926   | Club Atlético Bella Vista   | TCP-B              | 1er                | (30?)              |                    |        |        | CS        | 4                | 0         |                      |           |
| 1927   | Club Atlético Bella Vista   | PD (D1)            | 10e                | (38)               |                    |        |        |           | 2                | 0         | 1                    | 0         |
| 1928   | Club Atlético Bella Vista   | PD (D1)            | 9e                 | (30)               |                    |        |        | JO        | 4                | 0         | 2                    | 0         |
| 1929   | Club Atlético Bella Vista   | PD (D1)            | 9e                 | (26)               |                    |        |        | CS        | 5                | 0         | 3                    | 0         |
| 1930   | Club Atlético Bella Vista   | Pas de championnat | Pas de championnat | Pas de championnat | Pas de championnat | (7)    |        | CM        | 4                | 0         |                      |           |
| 1931   | Club Atlético Bella Vista   | PD (D1)            | 9e                 | (22)               |                    | (24)   |        |           | 1                | 0         | 2                    | 0         |
| 1932   | Club Atlético Bella Vista   | PD (D1)            | 8e                 | (27)               |                    |        |        |           | 2                | 0         |                      |           |
| 1933   | Club Nacional de Football   | PD (D1)            | 1er                | 26                 | 0                  | 10     | 0      |           | 1                | 0         |                      |           |
| 1934   | Club Nacional de Football   | PD (D1)            | 1er                | 2                  | 0                  | 8      | 0      |           |                  |           | 1                    | 0         |
| 1935   | Club Nacional de Football   | PD (D1)            | 2e                 | 14                 | 0                  | 7      | 0      | CS        | 3                | 0         | 1                    | 0         |
| 1936   | Club Nacional de Football   | PD (D1)            | 2e                 | 16                 | 0                  | 8      | 0      |           | 1                | 0         | 1                    | 0         |
| 1937   | Club Nacional de Football   | -                  | -                  | -                  | -                  | 2      | 0      |           |                  |           |                      |           |
| Total  | Total                       | Total              | Total              | 58+                | 1+                 | 51+    | 0+     |           | 40               | 0         | 22                   | 0         |

## Postérité
Ses talents de meneur d'homme et ses succès comme capitaine de la sélection nationale lui valent plusieurs surnoms parmi lesquels el Gran Capitan (en français : « Le grand capitaine »), el Gran Mariscal (en français : « Le grand maréchal ») ou encore el Terrible, (en français : « Le terrible »).

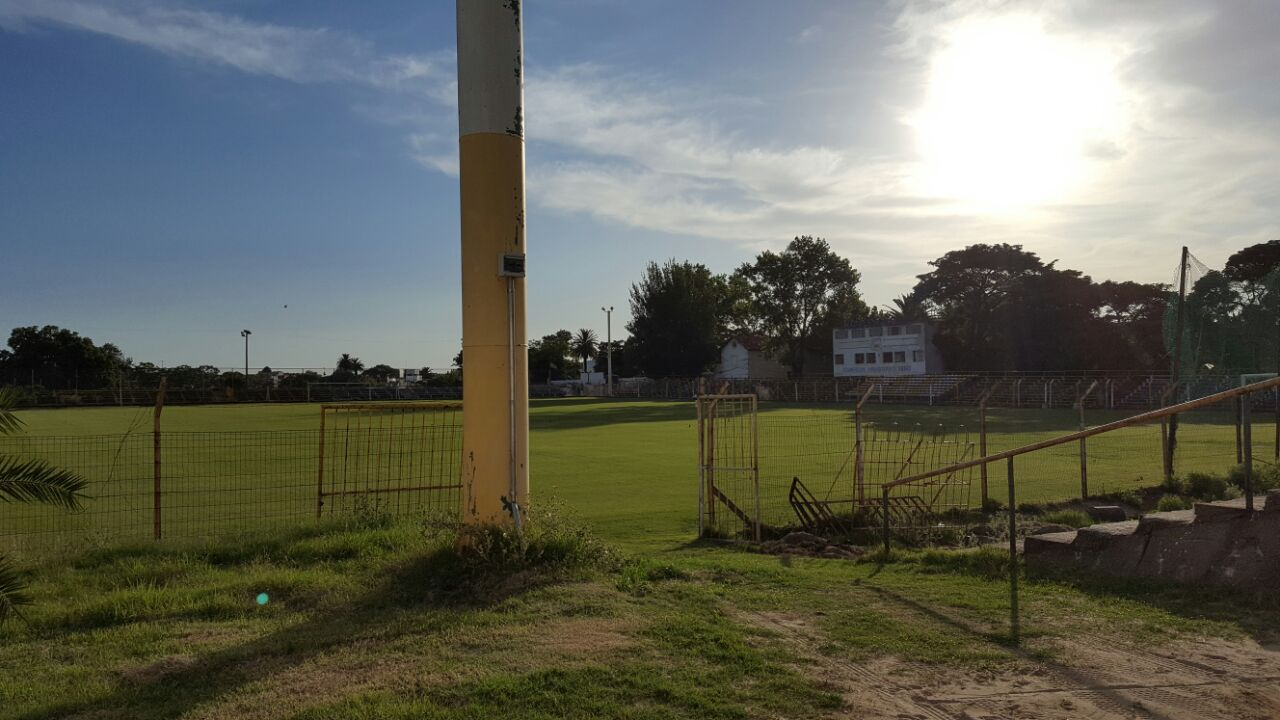
Vue du stade José Nasazzi situé à Montevideo, ici en 2017.

Au moment de son transfert du CA Bella Vista au Nacional, Nasazzi reverse à son ancien club sa prime de signature (800 pesos) pour aider à l'aménagement d'un nouveau stade . L'enceinte est baptisée Parque Nasazzi en son honneur, alors qu'il est encore actif au Nacional et qu'il lui arrive donc de venir y jouer avec son nouveau club. Le stade, d'une capacité assise de 5 000 places, existe toujours. Son nom a également été donné à une rue de Montevideo,.
Le cercle des journalistes sportifs d'Uruguay l'a élu « meilleur sportif uruguayen du XXe siècle ». Il fait partie de plusieurs autres classements, par exemple « Les 100 héros de la Coupe du monde » dressé par France Football en 1994 ou bien les « 100 Greatest Footballers of All Time » publié par le magazine britannique World Soccer en 1999.
Nasazzi a donné son nom à un trophée imaginaire appelé le « bâton de Nasazzi ». Il est virtuellement transmis d'équipe nationale à équipe nationale depuis 1930, date de la victoire uruguayenne lors de la première Coupe du monde, sur le modèle des ceintures de champions de la boxe : l'équipe « détentrice » le « cède » à son adversaire lors d'une défaite en compétition reconnue par la FIFA. L'origine du trophée est incertaine puisqu'il n'existe semble-t-il pas de sources mentionnant son existence avant les années 2000, bien qu'il soit parfois dit qu'il ait été imaginé par les joueurs uruguayens eux-mêmes.